# IC 4387
IC 4387 ist eine Balken-Spiralgalaxie vom Hubble-Typ SBm im Sternbild Zentaur am Südsternhimmel.
Das Objekt wurde am 14. Mai 1904 von Royal Harwood Frost entdeckt.